# Дезмънд Мийд
Дѐзмънд Мийд (на английски: Desmond Meade, [ˈdɛzmənd ˈmiːd]) е американски общественик.
Роден е на 22 юли 1967 година на остров Сейнт Крой, Американските Вирджински острови, в афроантилско семейство на механик и келнерка, което малко по-късно се премества в Маями. След като завършва гимназия започва работа в армията като механик на хеликоптери, но става зависим от наркотици, включва се в престъпна дейност и е осъден за притежаване на наркотици и огнестрелно оръжие, като прекарва в затвора 3 години. След като е освободен през 2005 година завършва право през 2013 година. Той оглавява обществена кампания, в резултат на която с поправка в конституцията на Флорида е премахнато пожизненото лишаване от избирателни права на осъдени за тежки престъпления и около 1,4 милиона души възстановяват правото си на глас.